# Élise Russis
Élise Russis (30 de noviembre de 2003) es una deportista de Francia que compite en atletismo. Ganó una medalla de bronce en el Campeonato Mundial de Atletismo Sub-20 de 2021, en la prueba de salto con pértiga.

## Récord personal
| Prueba            | Performance | Lugar                | Fecha              |
| ----------------- | ----------- | -------------------- | ------------------ |
| Salto con pértiga | 4,40 m      | Sotteville-lès-Rouen | 4 de julio de 2024 |